# Celso Chamum
Celso Chamum (c. 1943 - 3 de abril de 2016 (73 anos)) foi ex-diretor de futebol do Internacional.

## Biografia
Com longa trajetória dentro do clube de futebol Internacional, Chamun ocupou vários cargos em diferentes áreas, entre as diretoria do departamento de futsal, na década de 1990, e a vice-presidência do Parque Gigante de 2007 a 2010. Era diretor de futebol na segunda gestão de Vitório Piffero na época de sua morte.

## Morte
Celso morreu no dia 3 de abril de 2016 vítima de um infarto, segundo informações do clube. O velório foi realizado no Salão Nobre do Conselho Deliberativo, no Beira-Rio.
Em respeito ao Celso Chamum, a festa de aniversário de 107 anos do Internacional foi cancelada.